# Encéphalopathie ischémique
 Mise en garde médicale
L'encéphalopathie ischémique ou ischémie cérébrale est une insuffisance de l'alimentation en sang du cerveau, et de la satisfaction complète de ses besoins métaboliques. Cela entraîne un apport insuffisant en oxygène, provoquant une hypoxie cérébrale, ce qui peut conduire à la destruction du tissu cérébral ou à un infarctus cérébral, autrement dit un accident vasculaire cérébral ischémique.
L'ischémie entraîne des altérations du métabolisme cérébral, une réduction des taux métaboliques et une crise énergétique.
Il existe deux formes d'ischémie : l'ischémie focale, qui affecte une zone précise du cerveau, et l'ischémie globale, qui touche de larges portions de tissu cérébral.
Les principaux symptômes de l’ischémie cérébrale impliquent des troubles de la vision, des mouvements corporels et de la parole. Les causes de l’ischémie cérébrale varient de l’anémie falciforme aux malformations cardiaques congénitales. Les symptômes de l’ischémie cérébrale peuvent inclure une perte de connaissance, une cécité, des problèmes de coordination et une faiblesse du corps. D’autres effets pouvant résulter d’une ischémie cérébrale sont un accident vasculaire cérébral, un arrêt cardiorespiratoire et des lésions cérébrales irréversibles.
Une interruption du flux sanguin vers le cerveau pendant plus de 10 secondes provoque une perte de connaissance, et une interruption du flux pendant plus de quelques minutes entraîne généralement des lésions cérébrales irréversibles. En 1974, Hossmann et Zimmermann ont démontré que l'ischémie induite dans le cerveau des mammifères pendant une heure peut être au moins partiellement récupérée. En conséquence, cette découverte a soulevé la possibilité d’intervenir après une ischémie cérébrale avant que les dommages ne deviennent irréversibles,,.